# Can Bosch d'Adri
Can Bosch d'Adri és una masia de Canet d'Adri (Gironès) protegida com a bé cultural d'interès local.

## Descripció
És un mas format per un conjunt d'edificis al voltant d'un pati i situats a nivells diferents del terreny. Al pati s'hi accedeix a través d'una portalada feta amb un arc rodó i coberta amb una volta. L'edifici principal és de planta rectangular amb una coberta de teula àrab a dues vessants, acabada amb un ràfec fet amb un filera de teules girades. Les parets portants són de maçoneria arrebossada a les façanes exteriors. La planta pis és formada per una galeria feta amb arcs de mig punt. A una de les façanes hi ha una finestra a la llinda de la qual hi ha cisellat l'any 1786. Al voltant d'aquesta masia hi ha un conjunt de dependències, una d'elles rehabilitada com a habitatge.
El molí, situat més al nord, en ple Pla de Faies, és de forma rectangular de planta baixa i dos plantes superiors, coberta a dues vessants amb teula àrab. Les parets portants són de maçoneria arrebossada deixant a la vista els carreus de les obertures i les cantonades. La porta principal és feta amb llinda d'una llosa plana, on hi ha cisellat l'any 1803, i brancals de pedra. Les finestres també són de llinda plana, ampit i brancals de pedra, excepte els del pis superior, els brancals del qual estan fets amb rajols col·locats a plec de llibre. A la part posterior i en un dels laterals hi ha un porxo que està força deteriorat. A la part posterior hi ha dependències annexes en un estat de degradació molt avançat. Al costat dret de l'edifici hi ha un conjunt d'antics porxos.